# FK Sevojno
FK Sevojno (Servisch: Фк Севојно Ужице) was een voormalig Servische voetbalclub uit Sevojno.
De club werd opgericht in 1950 en speelt haar thuiswedstrijden in Kraj Valjaonice stadion (4500 plaatsen). Als verliezend bekerfinalist plaatste de ploeg zich in 2009 voor de UEFA Europa League. Daarin schakelde het in de tweede voorronde FBK Kaunas uit en verloor in de derde voorronde van Lille OSC. In het seizoen 2009/10 werd Sevojno tweede in de Prva Liga en promoveerde zo naar het hoogste niveau.
Op 29 juni 2010 fuseerde FK Sevojno met streekgenoot FK Sloboda Užice tot FK Sloboda Point Sevojno. Door de promotie van Sevojno kwam de nieuwe club direct uit in de Superliga. De kleuren en historie van Sloboda Užice werden overgenomen en de club ging in Užice spelen. In Sevojno werd een nieuwe club Sevojno FC opgericht die op regionaal amateurniveau ging spelen.

## In Europa
#Q = #kwalificatieronde, T/U = Thuis/Uit, W = Wedstrijd, PUC = punten UEFA coëfficiënten .
Uitslagen vanuit gezichtspunt FK Sevojno
| Seizoen | Competitie    | Ronde | Land               | Club       | Totaalscore | 1e W    | 2e W    | PUC |
| ------- | ------------- | ----- | ------------------ | ---------- | ----------- | ------- | ------- | --- |
| 2009/10 | Europa League | 2Q    | Vlag van Litouwen  | FBK Kaunas | 1-1 u       | 0-0 (T) | 1-1 (U) | 1.0 |
|         |               | 3Q    | Vlag van Frankrijk | Lille OSC  | 0-4         | 0-2 (T) | 0-2 (U) | 1.0 |

Totaal aantal punten voor UEFA coëfficiënten: 1.0